# Олівер Драхта
Олівер Драхта (нім. Oliver Drachta, нар. 15 травня 1977, Лінц, Австрія) — австрійський арбітр, обслуговуває матчі чемпіонату Австрії з 2008 року. З 2010 року — арбітр ФІФА. Також обслуговував матчі швейцарської Суперліги.

## Кар'єра
Після отримання атестату зрілості в 1994 році, Олівер поступає до Зальцбурзького університету, який закінчує та отримує диплом з соціальної комунікації.
2 листопада 2003 року дебютує в матчі Бундесліги, як асистент головного арбітру в матчі Ред Булл (Зальцбург) та «Штурм» (Грац) 5:0.
10 вересня 2004, дебютує, як головний арбітр АФС в першій лізі між командами СК «Унтерзібенбрунн» та «Капфенберг» 1:3. 
8 березня 2008 дебютує в Бундеслізі в матчі між командами Аустрія Кернтен та Маттерсбург 1:0. 
З 1 січня 2010 Олівер стає арбітром ФІФА. 
На запрошення Швейцарської футбольної асоціації судив матчі швейцарської Суперліги, зокрема:
- 01.05.2010 «Санкт-Галлен» — «Ксамакс» 2:1
- 14.04.2013 «Базель» — «Цюрих» 3:1
- 22.11.2014 «Грассгоппер» — «Люцерн» 3:2

З сезону 2010/11 дебютує, як головний арбітр в Лізі чемпіонів УЄФА та Лізі Європи УЄФА.
На міжнародній арені судив матчі кваліфікаційних відборів до чемпіонатів Європи 2012 та 2016 років.

## Матчі національних збірних
| Дата            | Місце проведення       | Збірні                       | Рахунок | Турнір               | ЖК | YK · YK · RK | RK |
| --------------- | ---------------------- | ---------------------------- | ------- | -------------------- | -- | ------------ | -- |
| 29 травня 2010  | Клагенфурт-ам-Вертерзе | Нова Зеландія – Сербія       | 1 – 0   | Товариський матч     | 3  | 0            | 0  |
| 2 червня 2010   | Целль-ам-Зе            | Гондурас – Азербайджан       | 0 – 0   | Товариський матч     | 5  | 0            | 1  |
| 3 червня 2011   | Тофтір                 | Фарерські острови – Словенія | 0 – 2   | Кваліфікація ЧЄ 2012 | 2  | 0            | 1  |
| 21 травня 2014  | Гельсінкі              | Фінляндія – Чехія            | 2 – 2   | Товариський матч     | 0  | 0            | 0  |
| 27 травня 2014  | Амштеттен              | Молдова – Канада             | 1 – 1   | Товариський матч     | 2  | 0            | 0  |
| 27 березня 2015 | Любляна                | Словенія – Сан-Марино        | 6 – 0   | Кваліфікація ЧЄ 2016 | 3  | 0            | 0  |
| 5 вересня 2015  | Таллінн                | Естонія – Литва              | 1 – 0   | Кваліфікація ЧЄ 2016 | 5  | 0            | 0  |
| 29 березня 2016 | Мюнхен                 | Німеччина – Італія           | 4 – 1   | Товариський матч     | 3  | 0            | 0  |
| 7 жовтня 2016   | Авейру                 | Португалія – Андорра         | 6 – 0   | Кваліфікація ЧС 2018 | 4  | 1            | 1  |